# Danny Stam
Danny Stam (né le 25 juin 1972 à Zaandam) est un coureur cycliste sur piste néerlandais, professionnel entre 1999 et 2012. Spécialiste des courses en couple, il a remporté trois médailles en championnats du monde dans l'épreuve de l'américaine, et douze six jours dont dix avec Robert Slippens. À la fin de la saison sur piste 2011/2012, il prend sa retraite en tant que coureur. En 2012, il devient directeur sportif de l'équipe cycliste féminine AA Drink-leontien.nl. Avec l'arrêt de l'équipe l'année suivante, il devient directeur sportif de l'équipe cycliste féminine Boels Dolmans, poste qu'il occupe toujours en 2017.
En juillet 2023, alors qu'il travaille pour SD-Worx, il est exclu du Tour de France, en raison d'une conduite dangereuse : dans une tentative pour ramener sa coureuse principale, la voiture qu'il conduit a dépassé 2 autres véhicules, en mordant largement sur le bas-côté gauche de la route. Voir : https://fr.uci.org/pressrelease/tour-de-france-femmes-avec-zwift-declaration-de-luci-concernant-la-decision/2aR55bMFl0jNt0Lb8SMqWv. 

## Palmarès

### Championnats du monde
- Melbourne 2004 :
  -  Médaillé de bronze de l'américaine
- Los Angeles 2005 :
  -  Médaillé d'argent de l'américaine
- Palma de Majorque 2007 :
  -  Médaillé d'argent de l'américaine

### Six jours
- Six jours d'Amsterdam : 2003, 2004, 2008 (avec Robert Slippens), 2006 (avec Peter Schep)
- Six jours de Brême : 2003, 2006 (avec Robert Slippens)
- Six jours de Gand : 2004 (avec Robert Slippens)
- Six jours de Rotterdam : 2005, 2006 (avec Robert Slippens), 2008 (avec Leif Lampater), 2010 (avec Iljo Keisse) et 2011 (avec Léon van Bon)
- Six jours de Berlin : 2006 (avec Robert Slippens)
- Six jours de Copenhague : 2006 (avec Robert Slippens)
- Six jours de Zurich : 2008 (avec Bruno Risi)
- Six jours de Zuidlaren : 2008 (avec Robert Slippens)

### Coupe du monde
- 2002 :
  - 3e de l'américaine à Sydney
- 2003 :
  - 2e de l'américaine à Moscou
- 2006-2007 :
  - 1er de l'américaine à Moscou (avec Jens Mouris)

### Championnats d'Europe
- 2002 : Champion d'Europe de l'américaine (avec Robert Slippens)

### Championnats nationaux
- Champion des Pays-Bas de derny en 1996
- Champion des Pays-Bas de l'américaine en 2000 et 2004 (avec Robert Slippens)